# Itome
|  | Per a altres significats, vegeu «Itome (Tessàlia)». |

Itome  (en grec antic Ἰθώμη) era el nom que rebia una població fortificada de Messènia situada sobre la muntanya del mateix nom, on els messenis van resistir durant molt de temps els atacs dels lacedemonis durant la Primera guerra messènica. Sobre l'antiga població es va alçar la ciutat de Messene.
La muntanya d'Itome, aproximadament a mitja alçada, es divideix en dos cims: el del nord és Itome, i el del sud porta el nom de mont Eva. Els dos cims estan connectats per una cresta esmolada d'uns 500 metres de longitud. Dalt del cim hi havia la fortalesa d'Itome, i quan Epaminondes va restablir la independència de Messènia va fundar en un pla en forma de petxina sota el cim, la ciutat de Messene, connectada amb la seva acròpoli, Itome, per una muralla continua de les que en queden restes importants.
Quan hom puja a la muntanya, a mitja pendent hi ha un replà on s'han trobat restes d'un temple d'Àrtemis, i una mica més amunt en un altre replà una mena de gruta retallada a la roca amb un pòrtic, que s'ha pensat que podria ser la font de Clepsidra que esmenta Pausànies, i que va veure quan va pujar a la muntanya. Pausànies explica que en aquesta font banyaven a Zeus de petit, les nimfes que el van criar, Itome (epònim de la muntanya) i Neda.

## Destrucció d'Itome
Durant la Primera guerra messènica, després d'una duríssima batalla que van guanyar els espartans, els messenis van decidir retirar-se de totes les ciutats que encara posseïen i refugiar-se a la fortalesa d'Itome, que van engrandir per tal que fos prou gran per tothom. Els messenis, al sisè any de la guerra, van enviar un ambaixador a consultar l'Oracle de Delfos, que els va dir que havien de sacrificar una verge d'estirp reial i que així podrien guanyar la guerra. La filla d'Aristodem, un heroi messeni, va ser escollida per al sacrifici. En saber-ho, els espartans van desistir en continuar la lluita contra Itome durant alguns anys. Aristodem, al cap de cinc anys, va fer una llarga incursió contra els lacedemonis i els va vèncer, i va retornar triomfant a Itome, on va ser proclamat rei de Messènia i va tornar a repoblar les ciutats. Durant tres o quatre anys cada una de les parts va fer incursions al territori enemic, sense que hi hagués cap batalla important. Finalment, els espartans van enviar un ambaixador a Delfos per consultar l'oracle, que els va predir victòria. En un gran enfrontament a la plana, van vèncer els espartans, i el rei Aristodem, entristit per haver mort la seva filla sense haver aconseguit res, va morir o es va suïcidar. Quan arribava la data en què feia vint anys que havien començat les hostilitats, els messenis van fer un últim intent per vèncer els lacedemonis, però en l'enfrontament van morir tots els estrategs messenis i els homes més notables. Aquí va acabar la guerra, el primer any de la 14a Olimpíada (724 aC). Tots els messenis que tenien vincles d'hospitalitat amb Sició i amb Argos i amb ciutats d'Arcàdia van fugir cap aquests territoris, i els que pertanyien a les castes sacerdotals van marxar a Eleusis. La major part de la gent del poble es va dispersar pel territori. Els espartans van destruir Itome fins als fonaments, i van conquerir totes les altres ciutats. Van obligar els messenis a jurar que mai no s'aixecarien contra ells, i els van imposar un tribut anual de la meitat de tots els seus productes agrícoles.